# Yphthimoides erigone
Yphthimoides erigone är en fjärilsart som beskrevs av Butler 1866. Yphthimoides erigone ingår i släktet Yphthimoides och familjen praktfjärilar. Inga underarter finns listade i Catalogue of Life.